# Sania Nishtar
Sania Nishtar (en urdu: ثانیہ نشتر‎ ) (Peshawar, 16 de febrero de 1963) es una médica, cardióloga, autora y activista paquistaní.

## Trayectoria
Nishtar se licenció en el Khyber Medical College en medicina y en cirugía en 1986 y fue la mejor licenciada del año. Fue becaria del Royal College of Physicians y doctora del King's College de Londres. En 2019, el Kings College de Londres le otorgó el doctorado en ciencias, honoris causa.
En 2013 trabajó en el consejo de ministros interino supervisando la salud pública, la educación y la ciencia. Se convirtió en la asistente especial para la reducción de la pobreza y para la seguridad social del primer ministro del Pakistán con la condición de ministra federal y presidenta del BISP (Benazir Income Support Programme). 
Nishtar copresidió el Alto Comisariado de la Oorganización Mundial de la Salud sobre enfermedades no transmisibles junto con los presidentes de Uruguay, Finlandia y Sri Lanka. Es miembro del Consejo de la Agenda Mundial del Foro Económico Mundial sobre el futuro de la salud y codirige el estudio global sobre la calidad de la asistencia sanitaria en los países con ingresos bajos y medios de la Academia Nacional de Ciencias de los Estados también preside el Consejo Asesor Internacional del Instituto Internacional de las Naciones Unidas para la Salud Global y es miembro del Comité asesor internacional sobre salud global del gobierno federal alemán.
Nacida en Peshawar, Nishtar fue a la escuela de medicina del Khyber Medical College donde tuvo las mejores calificaciones de la promoción de 1986. Entró en el Colegio de Médicos y Cirujanos de Pakistán en 1991 después de completar su residencia en el Hospital Docent Khyber. Se incorporó al Instituto Pakistaní de Ciencias Médicas como cardióloga en 1994 y trabajó con el Instituto hasta 2007. Dejó el Instituto para cumplir un año sabático dos veces, primero en 1996 para ir al Guy's Hospital de Londres y, en 1999, para continuar el doctorado en medicina en el King's College de Londres, que obtuvo en 2002. Se convirtió en miembro del Royal College of Physicians en 2005. En 2019, el King's College de Londres le otorgó el doctorado en ciencias, honoris causa.
En 1998 fundó Heartfile, un grupo de reflexión sobre políticas de salud con sede en Islamabad. Desde 2014, Nishtar es copresidenta de la Comisión de la OMS para poner fin a la obesidad infantil y también forma parte del consejo del Instituto de Salud Global de la Universidad de Naciones Unidas. Nishtar fue la principal candidata a ser directora general de la Organización Mundial de la Salud, para ser elegida en mayo de 2017. Formó parte de los tres candidatos preseleccionados en las elecciones celebradas en enero de 2017, pero no tuvo éxito en las elecciones que se celebraron el 23 de mayo de 2017.
Es nieta de Sardar Abdur Rab Nishtar, una figura importante del movimiento paquistaní.

## Carrera

### Medicina
Después de varios años como cardiólogo en el Instituto de Ciencias Médicas de Pakistán, fundó Heartfile en 1999, que ha pasado de  ser una ong centrada en la información sanitaria a ser un grupo de reflexión sobre políticas sanitarias, centrado en problemas de sistemas de salud.
En 2007 fundó Heartfile Health Financing, un programa para proteger a los pacientes pobres frente al progresivo empobrecimiento médico.
El programa contó con la ayuda del Clinton Global Iniciative en 2008, 2012, y 2013. También fundó Pakistán Health Forum, una plataforma de políticas de la sociedad civil para expertos en salud donde han contribuido activistas de la salud como Seth Berkley, Sir George Alleyne, Mark Dybul y Naresh Trehan, entre otros.
En mayo de 2019, Nishtar fue nombrada ayudante del primer ministro Imran Khan para la reducción de la pobreza y la mejora de la seguridad social. En este papel, lidera el lanzamiento de Ehsaas, un programa pionero de alivio de la pobreza y bienestar de Pakistán que engloba a más de 130 políticas.
 Nishtar fue ministro federal en el gobierno de Pakistán del primer ministro Mir Hazar Khan Khoso durante el gobierno provisional de 2013, cargo de Tecnología, Educación y Formación y Tecnología de la Información y Telcom. También tenía responsabilidades en salud.
Durante su mandato, Nishtar fue clave en el establecimiento del Ministerio de Salud de Pakistán, que ella había estado defendiendo. Al término de su mandato, publicó Handover Papers. También se negó a recibir pagos y ventajas. Sus políticas se centraron en promover el desarrollo; en el sector de la educación vincular el mundo académico con los empresarios, la industria y las prioridades nacionales, y al ministerio de Tecnología e Innovación mediante el uso del sector de las telecomunicaciones para el desarrollo. Durante su mandato como ministra, se impuso al primer ministro para revertir la decisión de desmantelar la célula de polio del primer ministro, y también salvó el gobierno del que habría sembrado el desconcierto en el voto electrónico.
En 2015 fue la candidata del gobierno de Pakistán para suceder a António Guterres como alto comisario de Naciones Unidas para los refugiados; aunque el sitio fue finalmente para Filippo Grandi de Italia.
Nishtar ha sido la candidata de Pakistán para suceder a Margaret Chan como directora general de la OMS. En abril de 2016, la Organización de Cooperación Islámica, que cuenta con 57 Estados miembros y que pretende ser la voz de los musulmanes, avaló la candidatura de Nishtar.
Sania Nishtar fue una de las dos candidaturas preferidas en las elecciones preseleccionadas de enero del 2017, donde obtuvo 28 de 34 votos. Se clasificó por ser una de los tres nominados oficiales por la OMS.
Su candidatura recibió un amplio apoyo desde Pakistán, del gobierno, de la sociedad civil y de grupos de mujeres. Muchos pakistaníes destacados la apoyaron, como Sharmeen Obaid-Chinoy, cineasta ganadora del Oscar de Pakistán. Expertos internacionales destacaron sus méritos en la revista The Lancet. Recibió el fuerte apoyo de personas como George Alleyne, la princesa Dina Mired de Jordania, y Musimbi Kanyoro. Se destacaron varios aspectos de su vida profesional. Robert y Ruth Bonita explicaron por qué era la candidata adecuada que describía sus credenciales en salud. Voces de América Latina apoyó su formación en la sociedad civil. Otros la apoyaron para ser reformista y contar con el apoyo de la sociedad civil, la experiencia ministerial y multilateral, y otros enfatizaron sus credenciales de responsabilidad. Otros puntos de vista apoyaron a los tres candidatos en distintos grados.
Sania Nishtar destacó la necesidad de transparencia y rendición de cuentas durante su campaña electoral. Fue derrotada por Tedros Adanhom Ghebreusus en las elecciones finales de mayo de 2017. Su derrota decepcionó a una parte de los paquistanís, pero su conducta ética durante las elecciones y el prestigio que aportó para Pakistán fueron ampliamente aclamados.

### Promoción de la paz
Nishtar fue la presidenta del Comité de Salud de la iniciativa Aman ki Asha, una campaña por la paz entre India y Pakistán, para la que convocó varias reuniones y negociaciones. Como miembro del Capítulo paquistaní de Partners for New Beginning, Aspen Institute, y miembro del Global Advisory Council de Pakistán American Foundation y de la US-Muslim Engagement Initiative ha defendido un compromiso más amplio entre Estados Unidos y Pakistán para mejorar los resultados sociales.

## Activismo
El ámbito de trabajo de Nishtar se centra en la gobernanza del sector sanitario. Esto se visualizó públicamente con su posicionamiento ante planteamientos como la abolición del Ministerio de Salud, o la incapacidad del país para erradicar la poliomielitis. También ha participado de forma voluntaria en el refuerzo de los sistemas de salud en su país y ha dedicado su tiempo a trabajar para poder firmar dos protocolos de acuerdo con el Ministerio de Salud de Pakistán. Fue autora del primer compendio de estadísticas de salud de Pakistán y del primer plan nacional de salud pública del país para enfermedades no transmisibles. El libro de Nishtar Choked Pipes, un análisis de los sistemas de salud paquistaníes, se convirtió en el referente por la política sanitaria del país. Además es miembro de diversas iniciativas de salud en Pakistán. A través de sus escritos se ha convertido en una defensora de las reformas de gobernanza en Pakistán y forma parte de diversas juntas e iniciativas nacionales e internacionales, cuyo objetivo es mejorar la gobernanza del país, como el Instituto Pakistán para el Desarrollo Legislativo y la Transparencia. Fue miembro de la Asia Society Task Force en Pakistán 2020, y anteriormente fue directora de la IESCO. También forma parte del Consejo Consultivo Económico de Pakistán, y es la presidenta del Comité de dirección de la visión nacional de Pakistán para la atención quirúrgica.
Nishtar ha colaborado con varias agencias internacionales. Ha sido asesora temporal de la Organización Mundial de la Salud. En 2020, Nishtar ostentó varios cargos en diversos ámbitos relacionados con la salud. Es miembro del consejo de la Alianza de la OMS para la investigación de sistemas y políticas de salud (AHPSR), copresidenta de la Comisión de la OMS para poner fin a la obesidad infantil, y miembro del consejo editorial del Eastern Mediterranean Health Journal. También es miembro del consejo del Foro Económico Mundial, forma parte del patronato de la Iniciativa Health Global Challenge y miembro del grupo principal del Movimiento para la nutrición, un cargo por el que fue nombrada por Ban Ki-moon en 2016. Además forma parte del consejo asesor en salud global de la revista The Lancet  y del consejo editorial del Journal of Pharmaceutical Policy and Practice.
También es miembro de la Comisión de Salud Planetaria de la Fundación Lancet y Rockefeller y de la Comisión de Dolores y Cuidados Paliativos de Lancet y Harvard. Es miembro del Comité de Dirección del Simposio de Mercados Emergentes, que es una iniciativa del Green Templeton College de la Universidad de Oxford. También es miembro del Consejo del Instituto Internacional de la Salud Global de la Universidad de Naciones Unidas.
Nishtar también participó anteriormente en varios foros. En 2015 y 2016 fue miembro del consejo de Gavi, la Vaccine Alliance, de la Unión Internacional para la Promoción de la Salud, la World Heart Federation (WHF), y entre 2003 y 2006 ser presidenta del consejo asesor de la Fundación WHF.
Presidió la campaña del Día Mundial del Corazón en sus años fundacionales, la campaña "Go Red for Women" en 2004, y el Panel de Expertos sobre Mujeres y Enfermedades del Corazón desde 2007 en lo sucesivo. Anteriormente, también formó parte de la Iniciativa de Liderazgo Ministerial para la Salud Global y formó parte del Grupo de Trabajo sobre el sector Privado en Sistemas de Salud creado por Results for Development y la Fundación Rockefeller.
Ha participado en diversas declaraciones sanitarias mundiales. Fue miembro del comité de redacción de la Declaración de Moscú sobre las MNT en 2011. Presidió el comité de redacción de la Declaración de Venecia de la OMS sobre iniciativas y sistemas de salud globales en salud en 2009. También fue miembro de los consejos consultivos internacionales de la Declaración de Osaka y de la Declaración de Victoria sobre enfermedades cardiovasculares.
Nishtar es una ponente habitual en reuniones internacionales e interviene en foros como Davos. También ha sido invitada como líder de pensamiento en las agencias de Naciones Unidas. Ha estado en los comités organizadores de diversas conferencias internacionales.

## Publicaciones
En 2010 Nishtar publicó el libro Choked Pipes con la editorial Oxford University Press. El libro recibió críticas a The Lancet, el Boletín de la OMS y otras publicaciones periódicas, y se publicó en varias ciudades. También ha sido autora del libro Chapters y colabora regularmente en The News International y en el Huffington Post. Ha colaborado en el Wall Street Journal, en el Project Syndicate y en Pakistán Lancet Series en 2013.
Otras publicaciones:
- Nishtar, Sania (29 maig 2015). «68».  En Frenk, Julio, ed. To Save Humanity. US: Oxford University Press. ISBN 9780190221546.
- Nishtar, Sania (2010). Choked Pipes: Reforming Pakistan's Mixed Health System. ISBN 978-0-19-547969-0.
- Nishtar S. Prevention of Coronary Heart Disease in South Asia. Heartfile and SAARC Cardiac Society. ISBN 969-8651-00-4. Islamabad, Pakistan.
- Nishtar S. Public-Private Partnerships in the health sector – a call to action. The Commonwealth Health Ministers Book; 2007.[123]

## Reconocimientos
Nishtar recibió el premio Sitara-i-Imtiaz (Estrella de Excelencia) de Pakistán (otorgado por el presidente de Pakistán), el European Societies Population Science Award y el Primer Premio a la Innovación Global de la Fundación Rockefeller. Fue ingresada en el Salón de la Fama de la Misión Médica en Toledo, Ohio, en 2011.
A principios de 2014, formó parte de la lista de las 20 mujeres más influyentes de la ciencia del mundo islámico en reconocimiento a sus contribuciones de defensa de la política.
En 2019, el Kings College le otorgó el doctorado en Ciencias, honoris causa. Nishtar figura en la lista de las 100 Mujeres de la BBC anunciadas el 23 de noviembre de 2020.